# Kostel svatého Jiljí (Moravské Budějovice)
Kostel svatého Jiljí je farní kostel římskokatolické farnosti Moravské Budějovice, nachází se v na Purcnerově ulici jižně od náměstí Míru při budově zámku v Moravských Budějovicích. Jižně od kostela se nachází kaple svatého Michala či Michaela. Kostel je jednolodní s románským jádrem a románským karnerem. Kostel je spolu s kaplí sv. Michala chráněn jako kulturní památka České republiky.
Na kostelní věž lze vystoupat a využít ji jako vyhlídku.

## Historie
První písemná zmínka o kostele pochází z roku 1235, kdy Konstancie Uherská darovala několik kostelů, z nichž jeden byl i kostel sv. Jiljí, špitálu kláštera sv. Františka v Praze. Kostel stával určitě na témže místě již od 13. století, kostel se stavěl postupně – jako první byl postaven presbytář a hlavní loď, později věž se sakristii a s oratoří, později došlo k několika přestavbám. V roce 1532 vyhořela ke kostelu přilehlá farní budova, později vyhořela znovu v roce 1633.
Kostel byl později opravován a přestavován, v roce 1716 byla ke kostelu přistavěna kaple Panny Marie Bolestné (a také byla zaklenuta hlavní loď), mezi lety 1690 a 1716 byla přistavěna kaple Panny Marie Lurdské a později v roce 1774 hrobka Wallisů, chór a předsíň. V roce 1739 byl na východní straně postaven vedlejší oltář svatého Jana Nepomuckého. Současný podoba kostela pochází z roku 1714, kdy byla zbořena tehdejší věž nad hlavním vchodem, později byla postavena nová věž vysoká 50,92 metru. Z roku 1852 pochází obraz nad hlavním oltářem s tematikou svatého Jiljí, z téže doby pochází sochy svatého Petra a svatého Pavla. V roce 1890 pak byla rekonstruována budova fary a v roce 1923 pak byla na farní budovu instalována pamětní deska kaplanovi Václavovi Kosmákovi, ten zde působil.
Další oprava proběhla v roce 1928, byla rekonstruována omítka kostela a odkryta sgrafita s letopočtem 1586 (zřejmě z doby stavby presbytáře). Roku 1909 byl vystaven nový kůr a kostel byl stavebně upraven rozšířením předsíně. V roce 1950 byl do kostela umístěn současný hlavní oltář. V letech 1971–1985 byly do kostela instalovány nové lavice, nová elektroinstalace, kostel byl vymalován, byla položena nová dlažba, bylo instalováno elektrické topení a opravena střecha a exteriér budovy. Také byla pořízena křížová cesta.
Součástí věže jsou tři zvony, nejstarší z nich pochází z roku 1432, další je z roku 1535 a poslední tzv. umíráček byl vysvěcen v roce 1529.
V těsné blízkosti kostela je kaple sv. Michala (případně Michaela), ta je rotundou – karnerem a je rozdělena na dvě části. V suterénu s křížovou klenbou je vyobrazen Kristův žalář (prostor také sloužil jako bývalá kostnice), v poschodí je kaple sv. Michaela s freskou Posledního soudu. Postavena byla mezi lety 1702 a 1703, posléze byla v roce 1938 rekonstruována.